# تی جی پوتر
تی جی پوتر (به انگلیسی: T. J. Potter) یک کشتی است. این کشتی در سال ۱۸۸۸ ساخته شد.